# Падуанський університет
Падуанський університет (лат. Universitas Patavina; італ. Università degli Studi di Padova, давньоукр. Патавська академія) — університет в італійському місті Падуя, заснований у 1222 році. Є другим найстарішим університетом в Італії та п'ятим найстарішим університетом у світі. Другий найкращий університет серед італійських вищих навчальних закладів із понад 40 000 студентів згідно з Інститутом Censis і серед 200 найкращих університетів світу згідно з ARWU.

## Історія
До заснування університету в Падуї вже існували церковні школи, що належали переважно монастирям і де вивчали канонічне право і теологію. Існували також приватні школи вільних мистецтв, а з XII століття — правничі й нотаріальні школи.
У 1222 році єпископ Джордано та міський староста Джованні Руска надали в місті притулок викладачам та студентам, які покинули Болонський університет через конфлікт з керівництвом (домагалися більшої свободи викладання — Libertas scholastica). Цього ж року болонці заснували в Падуї університет. До них долучилися також викладачі з Віченци, де в 1209 році було закрито вищу школу. Завдяки духу свободи, що панував у Падуї, а також відкритості й заможності городян університет швидко утвердився. Розвиткові університету сприяли також домініканці, які в 1226 році заснували в місті свій монастир.
У середні віки в Падуї вчилися студенти з усієї Європи, розділені на «нації» (земляцтва) за місцем походження. З 1339 по 1813 роки університет складався з двох частин — Universitas Iuristarum (Університет юристів), де викладалося цивільне і канонічне право і богослов'я, та Universitas Artistarum (Університет художників (гуманітаріїв)), де викладалися астрономія, діалектика, філософія, граматика, медицина і риторика.
Падуанський університет став одним із центрів науки (астрономія, медицина, право) епохи Відродження, йому протегувала Венеційська республіка, яка забезпечувала дух незалежності від схоластичної догматики і впливів Риму.
У 1592 році на місце Джузеппе Молетті на кафедрі математики прийшов викладати Галілео Галілей. Галілей працював в університеті 18 років й незадовго до того, як полишив Падую, він опублікував першу серію своїх робіт з астрономії. У 1872 році університет зайняв приміщення колишнього монастиря Святої Марії. З часом окремо розмістилися й університетські клініки.
У епоху Відродження та раннього Нового часу в університеті навчалися й викладали численні видатні постаті італійської та європейської культури, окрім вже згаданого Галілея, Піко делла Мірандола, Микола Кузанський, Коперник, один із засновників італійської літературної мови П'єтро Бембо, Торквато Тассо, Везалій, білоруський першодрукар Франциск Скорина. У 1678 році ступінь доктора філософії вперше у світі отримала жінка — Елена Корнаро Піскопія.
У XVII—XVIII століттях університет пережив період занепаду. У XIX столітті число студентів знову стало зростати. Старий корпус — Палац дель Бо — вже не вміщав усіх, хто навчався в університеті.
У XIX—XX ст. спостерігалася тенденція до децентралізації університету й до виникнення лабораторій і кампусів за межами Падуї. 8 лютого 1848 року під час революції 1848—1849 років відбулося повстання студентів проти австрійського панування, після чого університет був закритий до 1850 р.
У 1995 році прийнято новий статут, який дає університету більше незалежності. Зараз університет вважається одним з найпрестижніших в Італії. У 2001—2007 роках Падуанський університет шість разів поспіль був визнаний найкращим італійським університетом. Особливо сильними є факультети економіки, математики, фізики, природничих наук та сільського господарства.

## Факультети
Університет пропонує широкий спектр навчання на тринадцяти факультетах:
- Сільськогосподарський факультет
- Факультет економіки
- Фармацевтичний факультет
- Юридичний факультет
- Факультет машинобудування
- Факультет гуманітарних наук
- Факультет медицини та хірургії
- Факультет ветеринарної медицини
- Факультет психології
- Факультет педагогічних наук
- Факультет математичних, фізичних і природничих наук
- Факультет політології
- Факультет статистики

## Університетська бібліотека

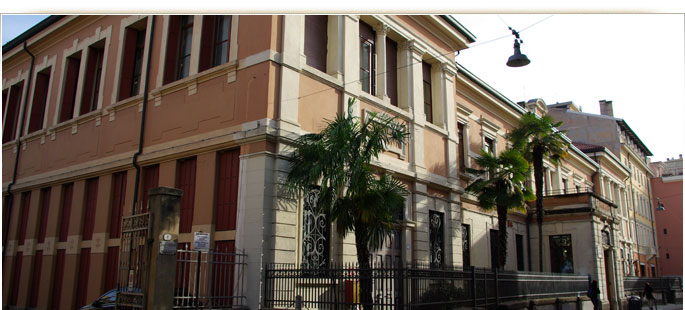
Головний корпус університетської бібліотеки

Бібліотека Падуанського університету є найстарішою університетською бібліотекою Італії. Вона була заснована 1629 року. Фонд бібліотеки становить понад 700 000 томів, з яких 2700 давніх рукописів, 1500 інкунабул, понад 10 000 стародруків XVI століття. Бібліотека має велику колекцію періодичних видань епохи Старого ладу.

## Університетські музеї
- Музей антропології
- Ботанічний музей
- Музей педагогіки
- Музей геології та палеонтології
- Музей автомобілів «Енріко Бернарді»
- Музей мінералогії
- Археологічний музей науки і мистецтва
- Музей історії фізики
- Музей історії медицини та охорони здоров'я
- Музей астрономічних інструментів
- Музей зоології

## Ботанічний сад
Університетський ботанічний сад (Orto Botanico) — найстаріший у світі з постійно діючих Ботанічних садів. Був заснований в 1545 році рішенням Венеційського Сенату з метою вирощування «лікувальних трав» для Медичного факультету Падуанського Університету.
Нині університетський Орто-Ботаніко займає площу 22 тис. м². і може похвалитися найстаршими в Європі зразками магнолії і гінкго. У 1997 році Падуанський ботанічний сад як «прототип всіх ботанічних садів» був занесений ЮНЕСКО до числа пам'яток Світової спадщини.

## Обсерваторія
У структуру університету входить також Астрофізична обсерваторія Азіаго, заснована 1942 року на Плато Азіаго в провінції Віченца, Італія.

## Видатні студенти

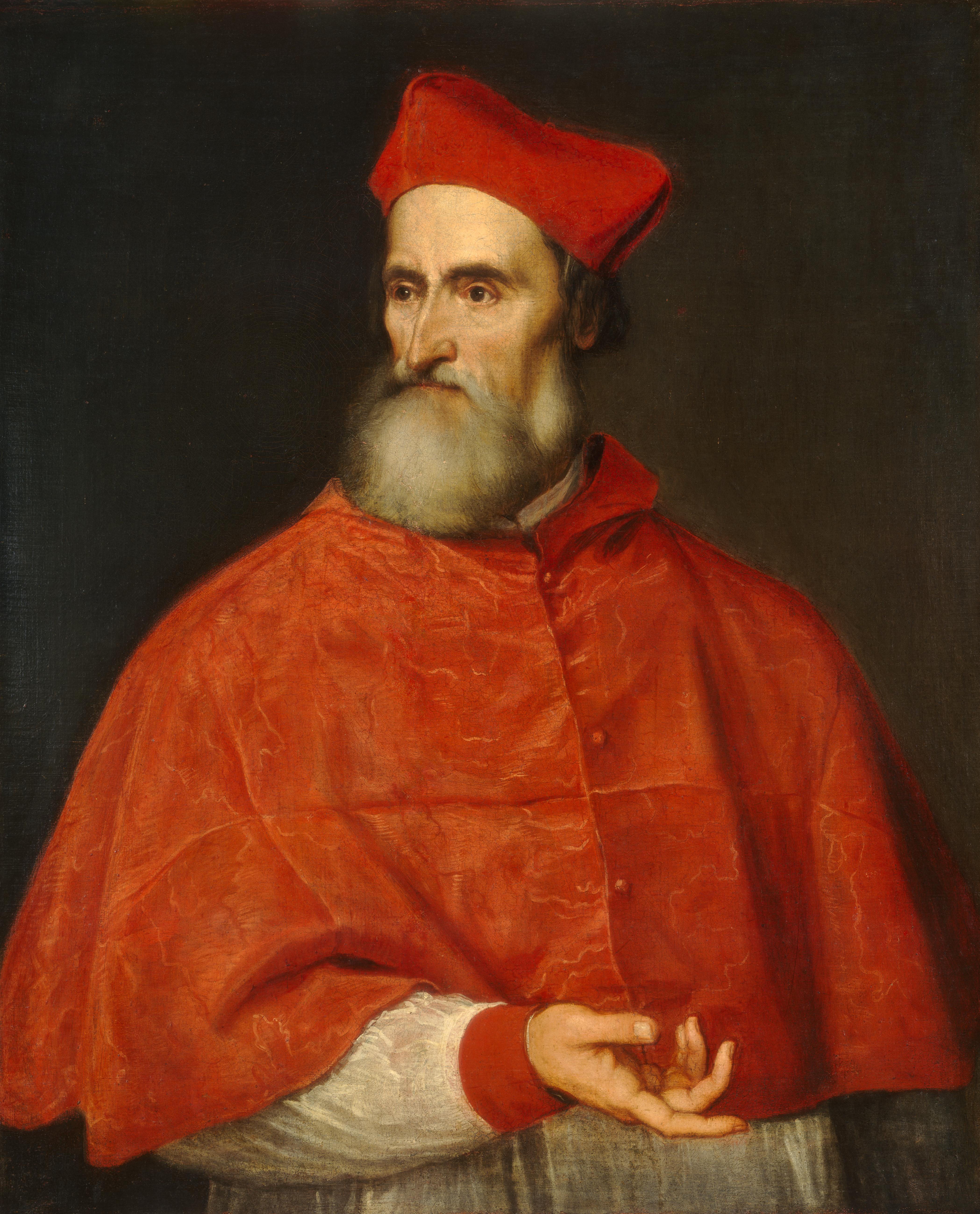
П'єтро Бембо, портрет Тіціана

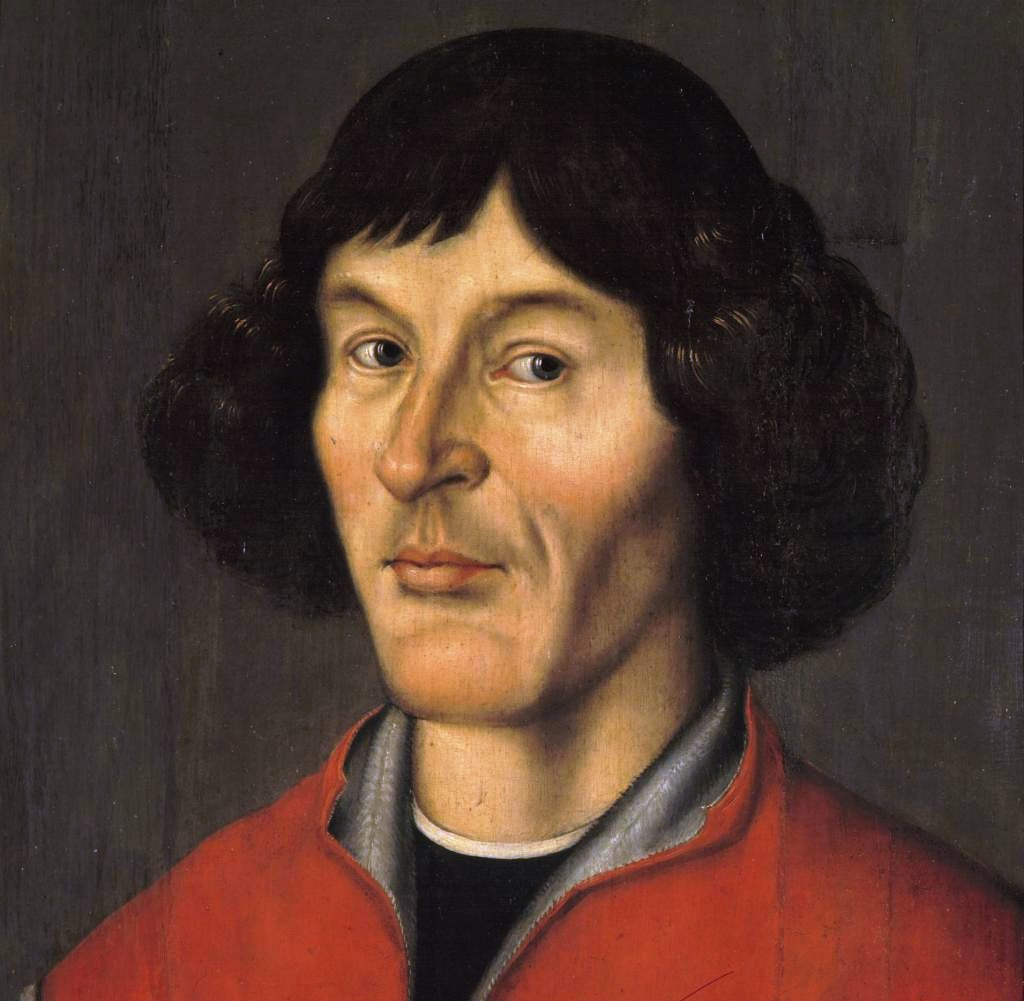
Миколай Коперник

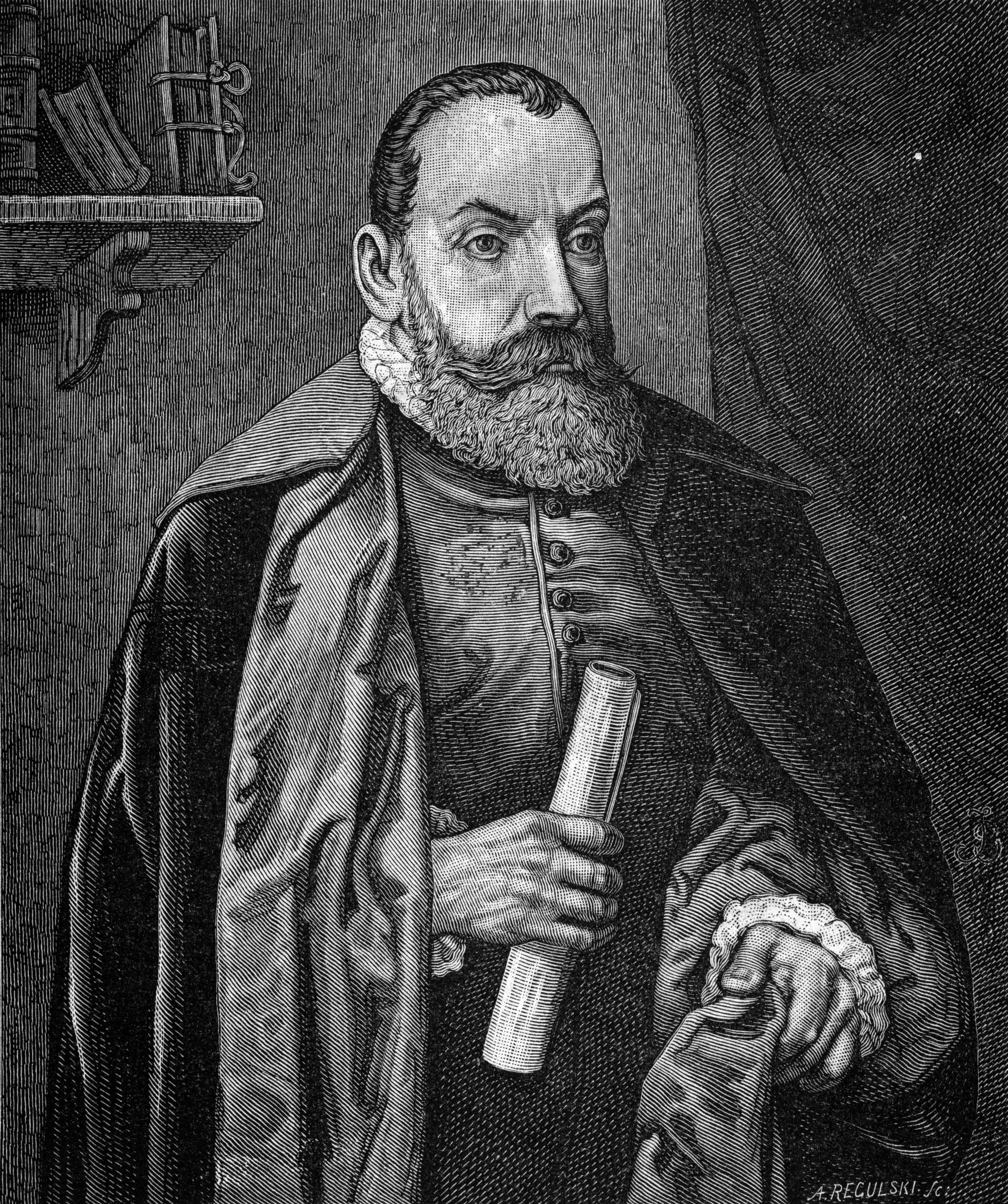
Ян Кохановський

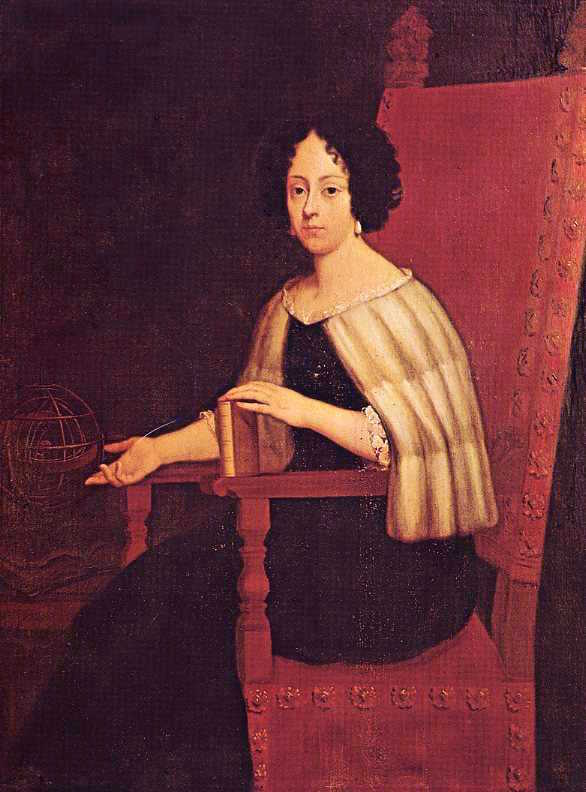
Елена Піскопія

- Леон-Баттіста Альберті — італійський письменник і митець
- Франческо Гвічардіні — італійський історик епохи Відродження
- Франсуа Філельф — італійський письменник епохи Ренесансу
- Беньяміно Андреатта — італійський політик
- Роберто Беларміно — інквізитор і католицький святий
- П'єтро Бембо — італійський письменник, кардинал
- Євгеній Булгаріс — грецький теолог, діяч Новогрецького Просвітництва.
- Джуліо Чезаре Ваніні (1585—1619) — італійський філософ-пантеїст, прихильник учення Миколая Коперника.
- Томмазо Кампанелла — італійський домініканець, письменник і філософ
- Александр Пікколоміні — італійський філософ-гуманіст
- Даніель Барбаро — італійський письменник, перекладач, дипломат
- Джироламо Кардано — італійський фізик, математик, філософ, винахідник карданного механізму
- Федеріко Коммандіно — італійський математик
- Миколай Коперник (1473—1543) — польський астроном
- Вітторино да Фельтре — італійський філософ-гуманіст і педагог
- Вінченцо Дандроло (1758—1819) — італійський хімік, агроном та політик
- Джероламо делла Ровере (1528—1592) — італійський кардинал
- Роджер Меннерс (1576—1612) — граф Ретленд із Британії
- Леонардо Донато (1536—1612) — 90-й венеційський дож, 1606—1612.
- Уґо Фосколо — італійський письменник
- Франческо Джук'ярдіні — італійський філософ, історик і дипломат
- Вільям Гарвей (1578—1657) — англійський лікар і природознавець, засновник сучасної фізіології та ембріології.
- Томас Браун — англійський англіканський письменник
- Ян Кохановський (1530—1584) — польський поет
- Микола Кузанський (1401—1464) — німецький кардинал, філософ, юрист, математик.
- Джованні Піко делла Мірандола — італійський філософ-гуманіст
- Станіслав Морозенко — військово-політичний діяч Хмельниччини
- Ян Непомуцький (бл. 1340—1393) — чеський католицький святий, мученик
- Елена Лукреція Корнаро Піскопія (1646—1684) — італійська філософиня, математик, перша жінка у світі, яка здобула докторський ступінь.
- Франческо делла Ровере — став папою римським Сікстом IV
- Паоло Сарпі — італійський історик
- Франциск Скорина — білоруський першодрукар, просвітитель, перекладач, митець-графік, один із засновників кириличного книгодрукування
- Казимир Лев Сапіга (1609—1656) — державний і військовий діяч Великого князівства Литовського.
- Остафій Богданович Волович (близько 1520—1587) — випускник, один з авторів Литовського Статуту.
- Торквато Тассо — італійський письменник
- Себастьяно Теккіо (1807—1886) — італійський політик
- Бернардіно Телезіо — італійський філософ епохи Відродження
- Паоло Тосканеллі — італійський астроном, картограф і медик
- Франциск Салезький — католицький святий
- Вітело — сілезький чернець, відомий своїм трактатом з оптики
- Яків Седовський — львів'янин, давньоукраїнський письменник, поет XVII століття.
- Григорій Кирницький — львів'янин, доктор філософії Падуанського університету.

## Видатні викладачі

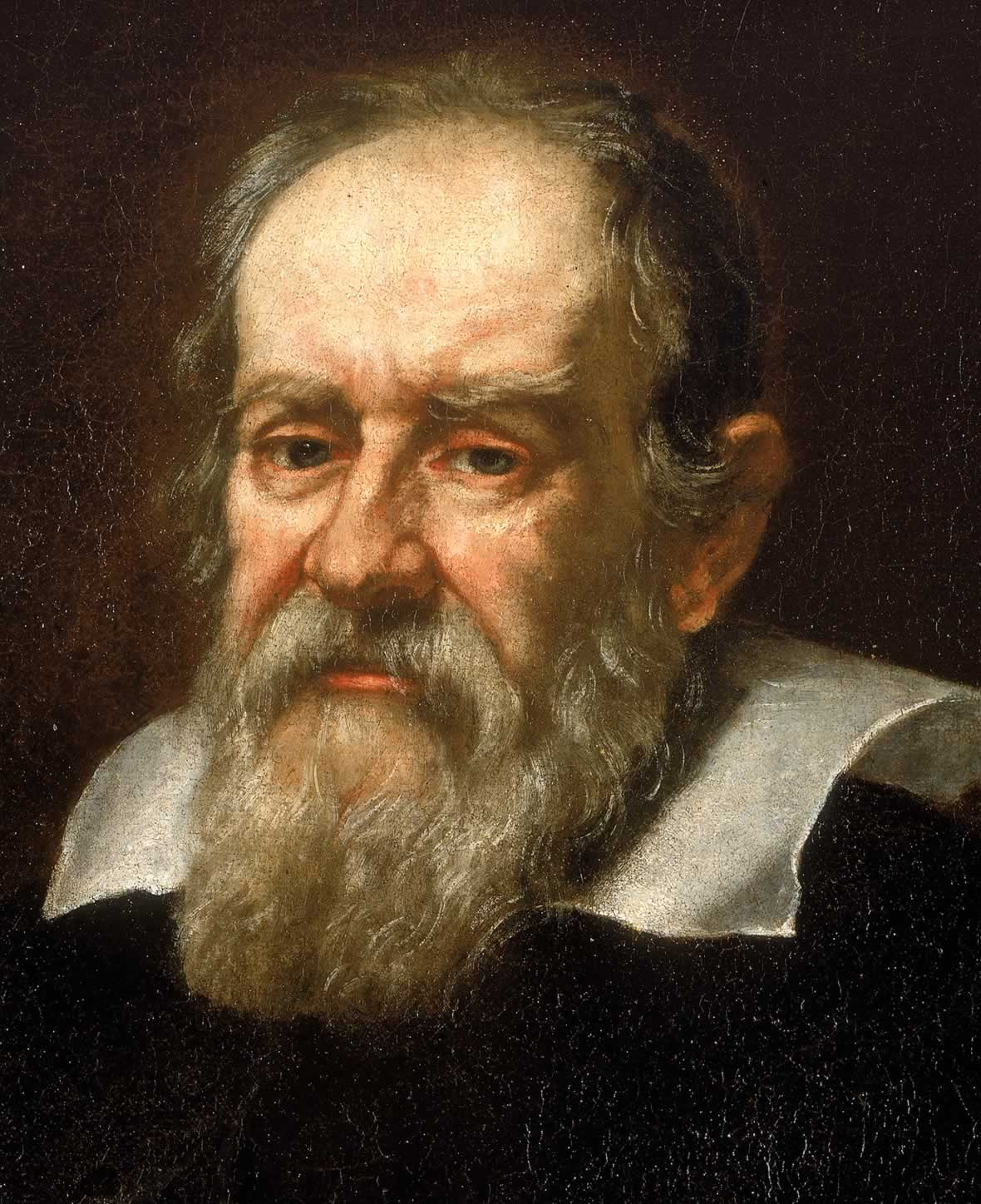
Галілео Галілей

### Кафедра анатомії
- Андре Везале (1514—1564)
- Реальдо Коломбо (1510—1559), друг Мікеланджело
- Габріеле Фаллоппіо (1523—1562)

### Кафедра астрономії
- Галілео Галілей (1592—1610)
- Джовані Полені (1683—1761)

### Кафедра математики
- Франческо Севері (1879—1961)

## Галерея

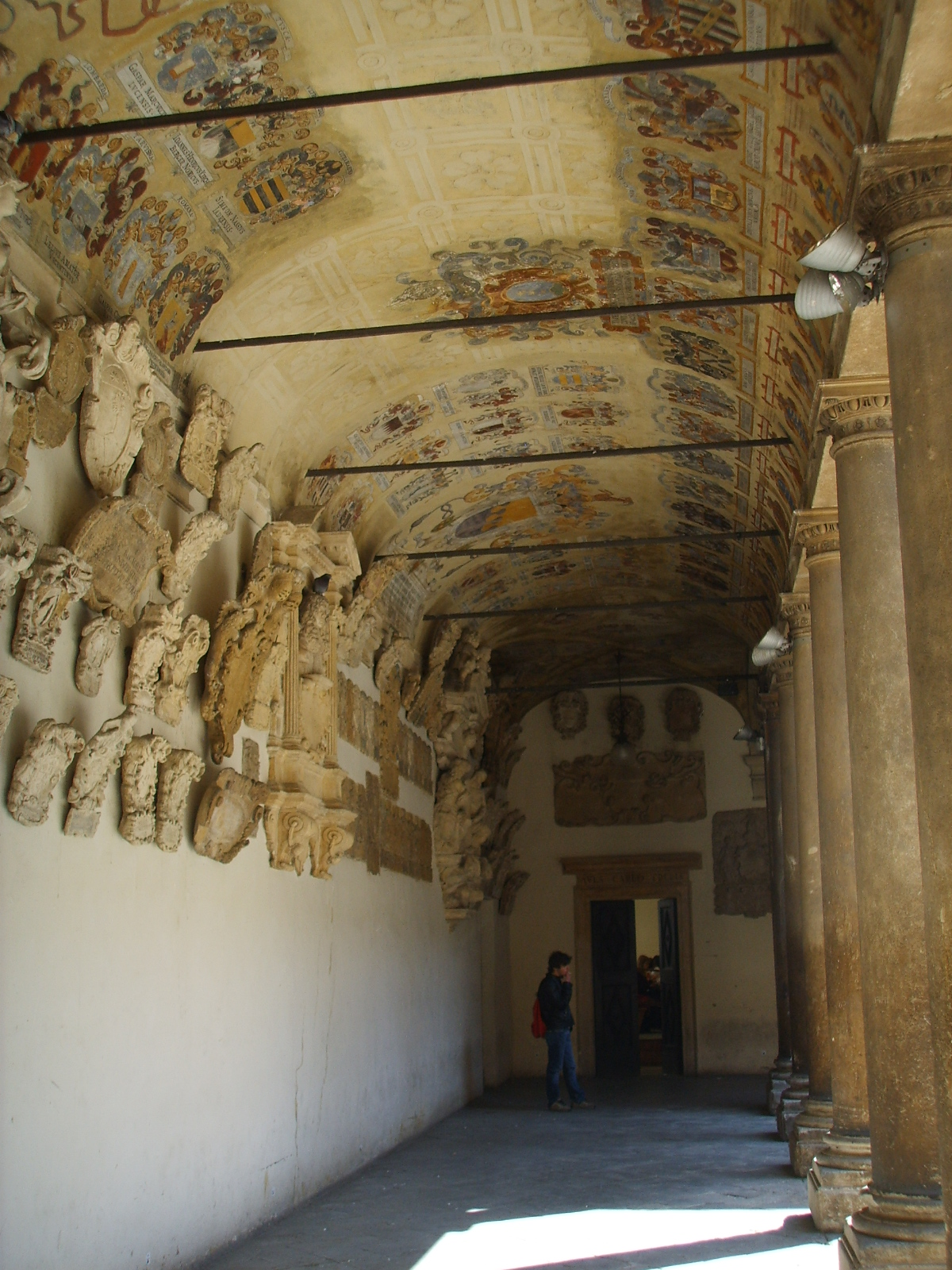
Палаццо Бо, один зі старих корпусів університету
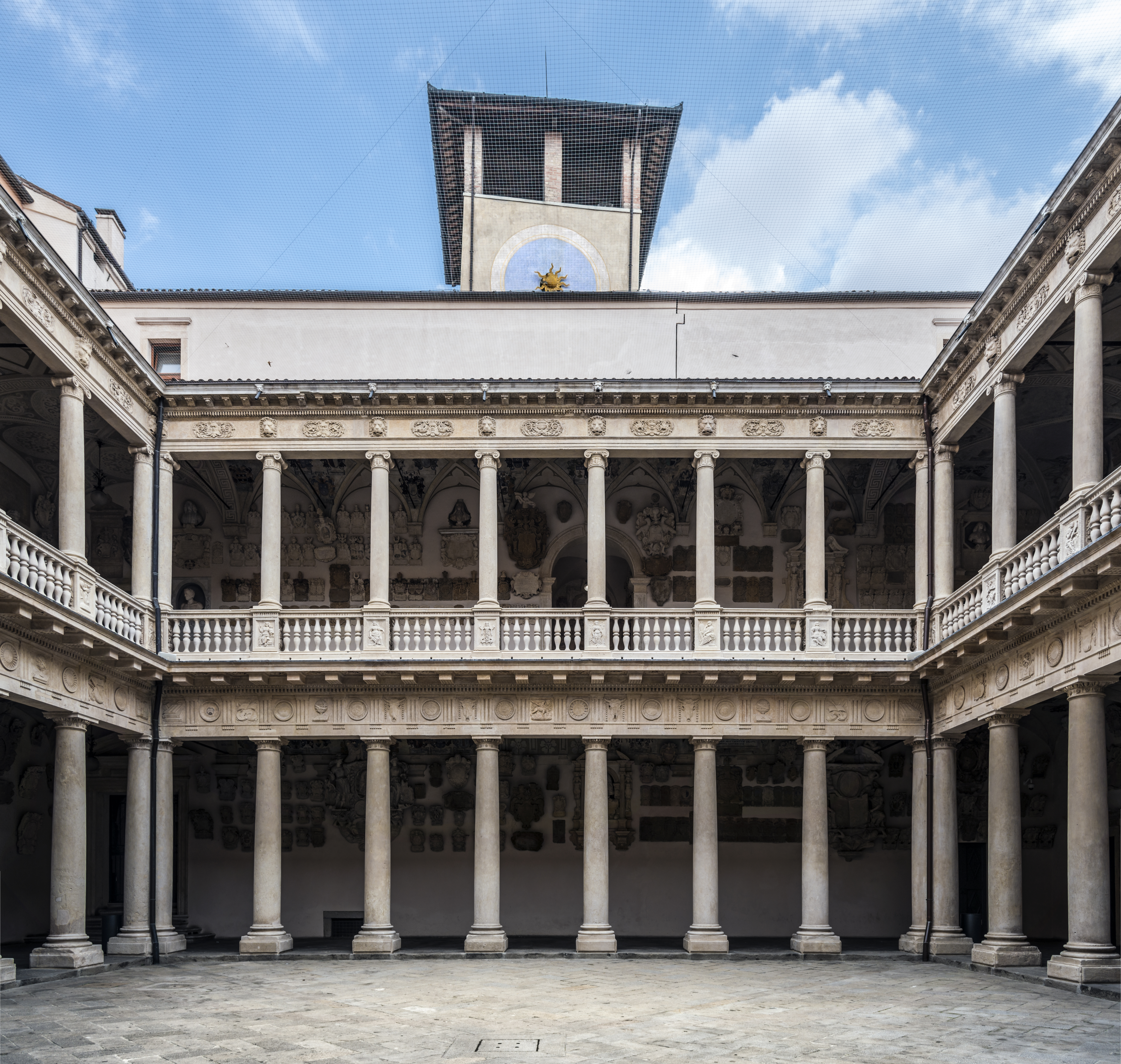
Університетський дворик
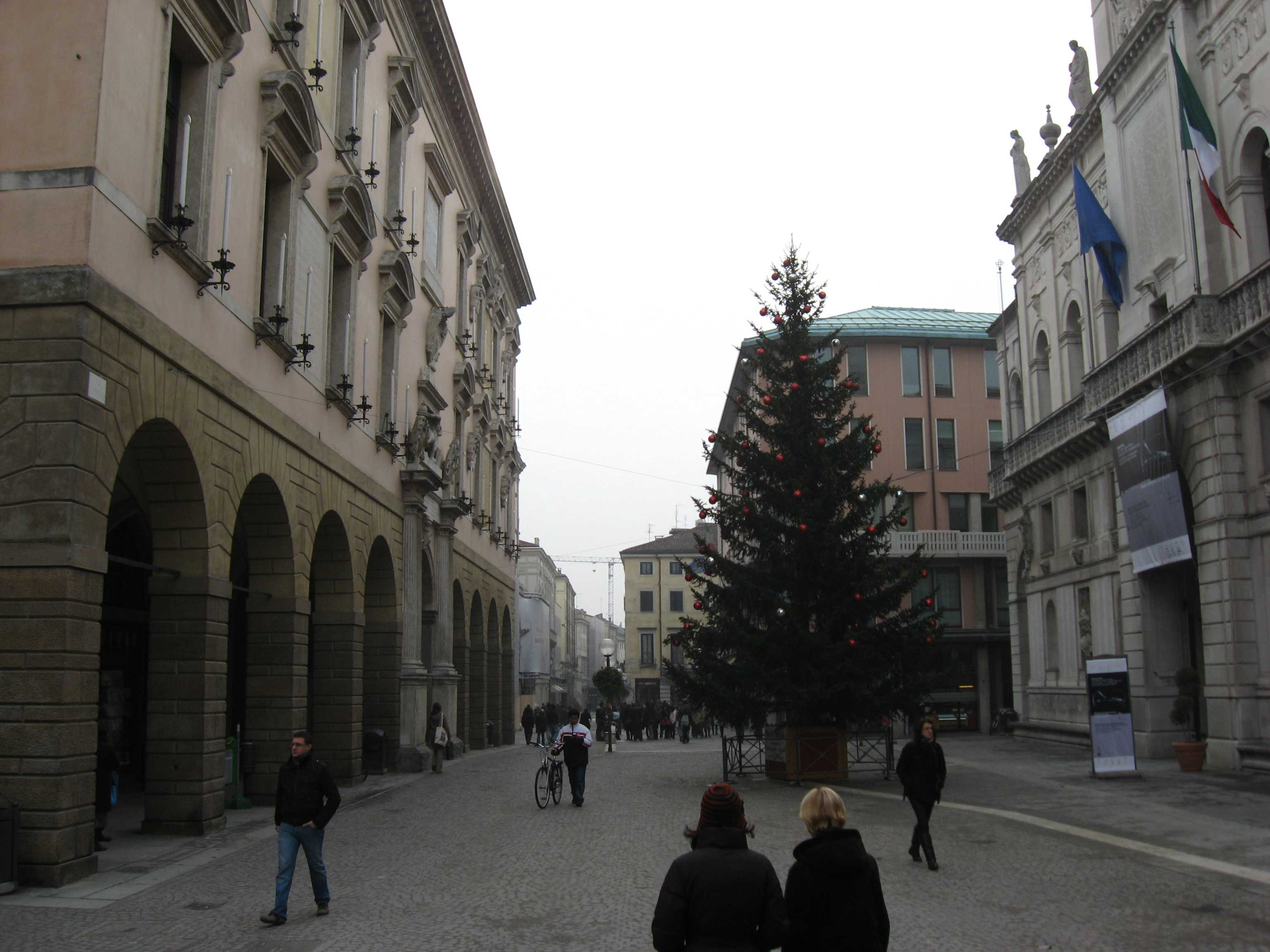
Ліворуч Палаццо Бо і вхід до університету
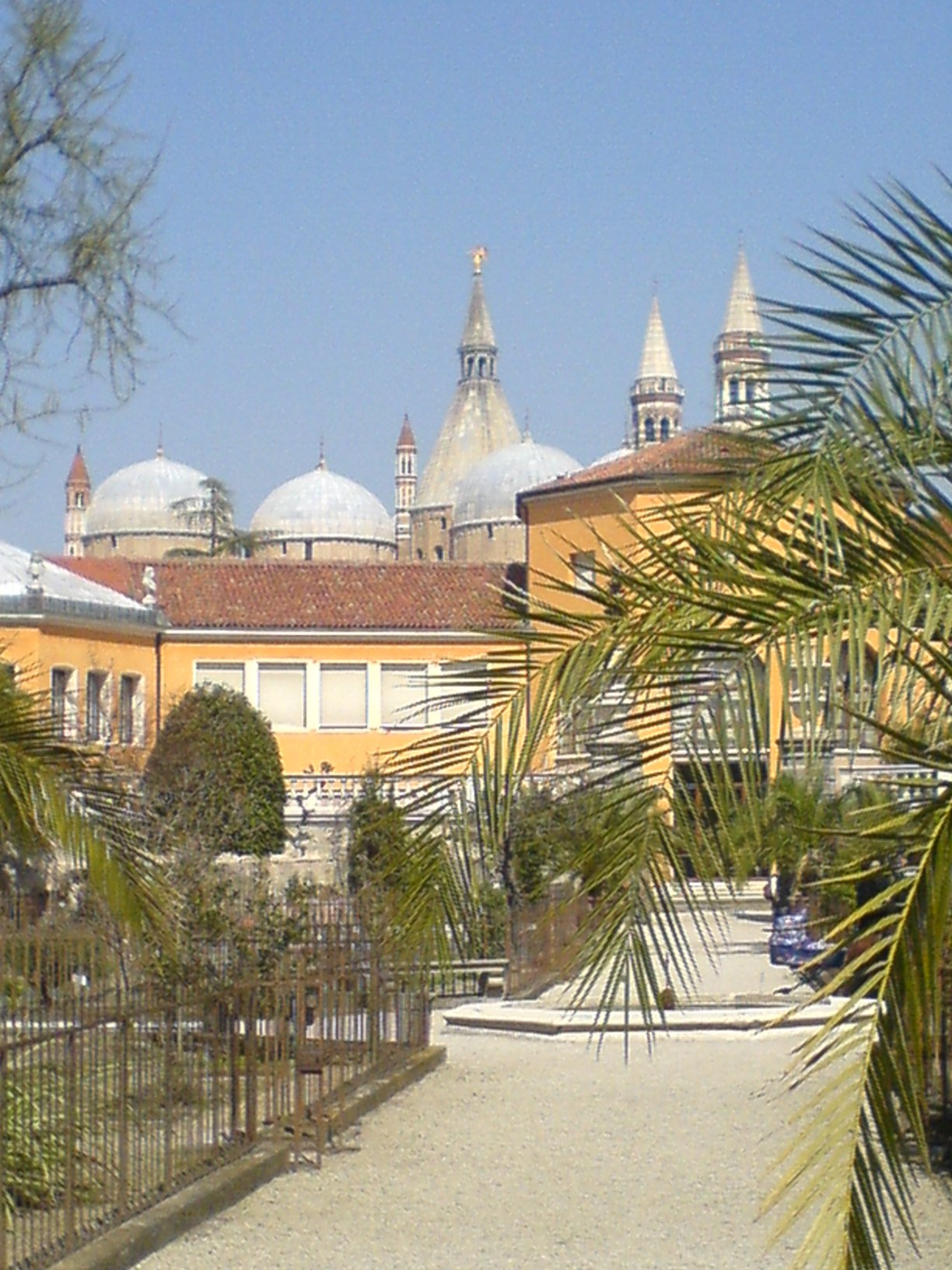
Ботанічний сад університету